# Forest City (Pensilvania)
Forest City es un borough ubicado en el condado de Susquehanna en el estado estadounidense de Pensilvania. En el año 2000 tenía una población de 1.855 habitantes y una densidad poblacional de 795.8 personas por km².

## Geografía
Forest City se encuentra ubicado en las coordenadas 41°39′03″N 75°28′05″O / 41.65083, -75.46806.

## Demografía
Según la Oficina del Censo en 2000 los ingresos medios por hogar en la localidad eran de $26,766 y los ingresos medios por familia eran $35,625. La renta per cápita para la localidad era de $15,774. Alrededor del 13.4% de la población estaba por debajo del umbral de pobreza.